# كأس العالم للشطرنج 2005
كأس العالم للشطرنج 2005 هو الموسم 3 من  كأس العالم للشطرنج. أقيم خلال الفترة 27 نوفمبر 2005 وحتى 17 ديسمبر 2005، والذي يشرف على تنظيمه الاتحاد الدولي للشطرنج، وفاز فيه ليفون أرونيان.